# Saint-Privé (Yonne)
Saint-Privé település Franciaországban, Yonne megyében. Lakosainak száma 518 fő (2022. január 1.). Saint-Privé Champignelles, Lavau, Champoulet, Bléneau, Saint-Fargeau, Saint-Martin-des-Champs és Villeneuve-les-Genêts községekkel határos.

## Népesség
A település népessége az elmúlt években az alábbi módon változott:
| Lakosok száma | 566  | 554  | 551  | 521  | 525  | 526  | 525  | 522  | 518  |
|               | 2013 | 2015 | 2016 | 2017 | 2018 | 2019 | 2020 | 2021 | 2022 |